# Плювиум
«Плювиум. Законное дитя „Виттовой пляски“» — правомонархический (черносотенный) сатирико-юмористический иллюстрированный журнал, выходивший еженедельно в 1906—1908 годах в Санкт-Петербурге. Согласно некоторым сведениям, издателем и фактическим редактором журнала был князь Михаил Волконский, а создателем карикатур (в основном антисемитского характера) — Лука Злотников.

## История
В качестве официального редактора-издателя указывался Владимир Бреверн, второго редактора (редактора с почтением) — В. Лёбель. И В. Бреверн, и В. Лёбель являются вымышленными лицами. Имена авторов материалов и карикатур никогда не афишировались.
Журнал печатался в типографии Алексея Суворина (Эртелев переулок, 13). Высота издания составляет 47 см, объём — четыре страницы. Всего к выпуску было подготовлено 73 номера (1906, 7 октября — 1908, 28 февраля): №№ 1—13 в 1906 году, №№ 14—65 в 1907 году, №№ 66—73 в 1908 году. 
В тематическом и сюжетном плане «Плювиум» является прямым продолжением газеты «Виттова пляска». В качестве главной мишени сатиры (и сюжета для большинства карикатур) была выбрана еврейская тема. Так, в № 1 в саркастическом ключе обсуждался вопрос принадлежности Фёдора Шаляпина (отказавшегося петь партию Ивана Сусанина в опере «Жизнь за царя») к «жидам», в № 3 сообщалось о выработанном «Их пре-ствами Гапонием и Гапонином» законопроекте «о преобразовании Исаакиевского и Казанского соборов в еврейские синагоги», а в № 9 была помещена иллюстрация под заголовком «К женскому вопросу в России», карикатурно отображающая женские еврейские профили. На помещённой в № 43 карикатуре «Вколачивание в гроб заживо» изображён революционер-«инородец», который пытается уложить в гроб олицетворяющую Россию женщину.
В соответствии с традициями «Виттовой пляски», объектами сатиры «Плювиума» также становились левые радикалы, либералы и умеренные представители правого лагеря. Обличая революционеров и конституционалистов, журнал «доказывал», что самой многочисленной российской партией являются С. С. (сукины сыны), чья политическая программа укладывается в девиз «поменьше работы, побольше денег».
Раздел объявлений № 2 содержит «рекламу» фактического органа Конституционно-демократической партии (кадетов) — газеты «Речь»:

Ежедневная юмористическая газета «Речь» при ближайшем участии Гессена и Милюкова. Ежедневно комические фельетоны в виде передовиц одного из них, а то и обоих вместе. Клоунада г. Гредескула. Можно выписывать при посредстве «Еврейского Бунда».
Об условиях узнать в бане или на перекрёстке большой дороги ночью.

В № 17 были помещены «Материалы для современного политического словаря», содержащие «расшифровки» аббревиатур революционных и либеральных политических партий:

C.17.O. — Союз 17 особ.
П.М.О. — партия миндальных отрубей.
П.П.П. — партия прогрессивного паралича.
П.К.Д. — партия криво-душных.
П.С.Д. — партия самоновейших дураков.
П.С.Р. — партия социально-разбойничья.

Характерно, что на страницах журнала критике подвергались не только октябристы и кадеты, но и представители либерального центризма — лидеры Партии демократических реформ и Партии мирного обновления изображались как честолюбивые и политически зависимые люди, их воззрения — как беспочвенные, а действия — как не имеющие успеха.
Неприятие авторами издания умеренно-правой политической платформы среди прочего выражалось в публикации цикла «Письма к недалеким» (за «авторством» М. Меньтикова), который пародировал заметки Михаила Меньшикова «Письма к ближним», печатавшиеся в газете «Новое время».
«Плювиум» также нападал на относительно либеральных министров, считая их ответственными за проявившийся в России «конституционный недуг», и бичевал «дряблость и позорную трусость» отдельных представителей императорского правительства. 
Оппозиционный публицист и писатель Николай Шебуев отмечал в статье «Клочки из моих газетных статей», помещённой в № 1 сатирического журнала «Пулемёт»: «После Красного Смеха русско-японской войны появился Жёлтый Смех. А теперь на смену Жёлтому Смеху русско-японского мира пришёл Чёрный Смех. Это чёрная сотня смеётся. Чёрный легион». По мнению соратника Петра Столыпина и консервативного деятеля Владимира Гурко, «Плювиум» по уровню остроумия и идейной выдержанности значительно превосходил революционные издания и потому распространялся достаточно активно.
Издание журнала было приостановлено в административном порядке.